# Jonasz (imię)
Jonasz – imię męskie pochodzenia hebrajskiego. Wywodzi się od rdzenia ינה oznaczającego gołębia. W mowie potocznej oznacza człowieka, który przynosi kłopoty innym, sam wychodząc z nich bez szwanku. Istnieje kilku świętych patronów tego imienia. Są też święci o imionach stanowiących zmodyfikowane (np. zlatynizowane) warianty tego imienia, jak np. św. Joniusz (fr. Yon), od którego to imienia pochodzi nazwa francuskiej miejscowości Saint-Yon. 
Jonasz imieniny obchodzi: 21 września i 12 listopada.

## Osoby noszące imię Jonasz
- Jonasz – postać biblijna

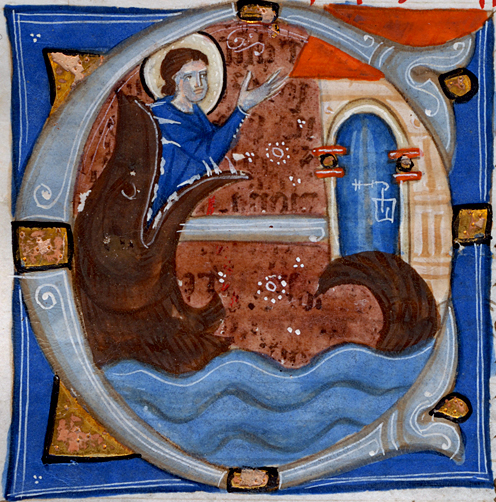
Jonasz biblijny

- Jonasz (ur. 1959) – amerykański biskup prawosławny, w latach 2008-2011 zwierzchnik Kościoła Prawosławnego w Ameryce
- Jonasz (zm. 1461) – prawosławny metropolita moskiewski
- Jonasz Baum (ur. 2004) – polski szachista
- Jonas Bento de Carvalho (ur. 1942) – piłkarz brazylijski
- Iona Jakir (1896–1937) – radziecki wojskowy, komandarm I rangi
- Jonasz Kofta (1942–1988) – polski poeta, dramaturg, satyryk i piosenkarz
- Jonasz Stern (1904–1988) – polski malarz, grafik i pedagog
- Jonasz Szlichtyng (1592–1661) – szlachcic polski, teolog braci polskich
- Jonasz Tołopiło (ur. 1990) – polski aktor dubbingowy